# Candidíase
Candidíase é uma infecção fúngica causada por qualquer tipo do fungo Candida. Quando a doença afeta a boca é denominada candidíase oral. O sintoma mais evidente de candidíase oral são manchas brancas na língua ou em outras partes da boca e da garganta. A boca pode também apresentar-se dolorida e haver dificuldade em engolir. Quando a doença afeta a vagina é denominada candidíase vaginal. Entre os sinais e sintomas da candidíase vaginal estão prurido e irritação vaginais e, por vezes, um corrimento vaginal branco semelhante a queijo fresco. Ainda que de forma menos comum, o pénis pode também ser afetado causando prurido. Muito raramente a infeção pode tornar-se invasiva e espalhar-se por todo o corpo, causando febre e outros sintomas que dependem das partes do corpo afetadas.
A doença pode ser causada por mais de vinte tipos de fungos do género Candida, um tipo de levedura, dos quais a Candida albicans é o mais comum. As infeções da boca são mais comuns entre crianças com menos de um mês de idade, idosos e pessoas com debilidade imunitária. Entre as condições que causam esta debilidade estão a SIDA, os medicamentos usados em transplante de órgãos, diabetes e o uso de corticosteroides. Entre outros fatores de risco estão o uso de próteses dentárias e o uso de antibióticos. As infeções vaginais ocorrem com maior  frequência durante a gravidez, em pessoas com debilidades imunitárias e que se encontram a tomar antibióticos. Os fatores de risco para que a infeção se espalhe pelo corpo incluem estar presente numa unidade de cuidados intensivos, o período pós-cirurgia, recém-nascidos com pouco peso e pessoas com sistema imunitário debilitado.
Entre as medidas para prevenir infeções estão a lavagem da boca com gluconato de clorexidina em pessoas com debilidade imunitária, e a lavagem da boca após a inalação de esteroides. Há poucas evidências que apoiem o uso de probióticos, tanto na prevenção como no tratamento, mesmo entre pessoas com infeções vaginais frequentes. No caso de infeções da boca, o tratamento com nistatina ou clotrimazol de aplicação tópica é geralmente eficaz. No caso destes medicamentos não resultarem, pode ser usado fluconazol, itraconazol ou anfotericina B de administração oral ou intravenosa. No caso das infeções vaginais, podem ser usados diversos antifúngicos de aplicação tópica, entre os quais clotrimazol. Em pessoas em que a doença se espalhou pelo corpo, podem ser usadas equinocandinas como a caspofungina ou a micafungina. Em alternativa, pode ser administrada anfotericina B por via injetável ao longo de algumas semanas. Em alguns grupos de risco muito elevado podem ser usados antifúngicos como medida de prevenção.
Cerca de 6% dos recém-nascidos com menos de um mês de idade apresentam infeções da boca. Cerca de 20% das pessoas em tratamentos de quimioterapia para o cancro e 20% das pessoas com SIDA também desenvolvem a doença. Cerca de três quartos da mulheres apresentam pelo menos uma infeção por leveduras em determinado momento da vida. A doença disseminada pelo corpo é rara, exceto em grupos de maior risco.

## Sinais e sintomas

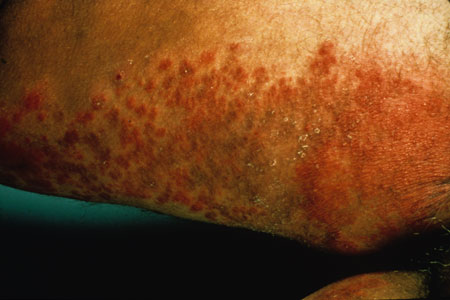
Candidíase cutânea

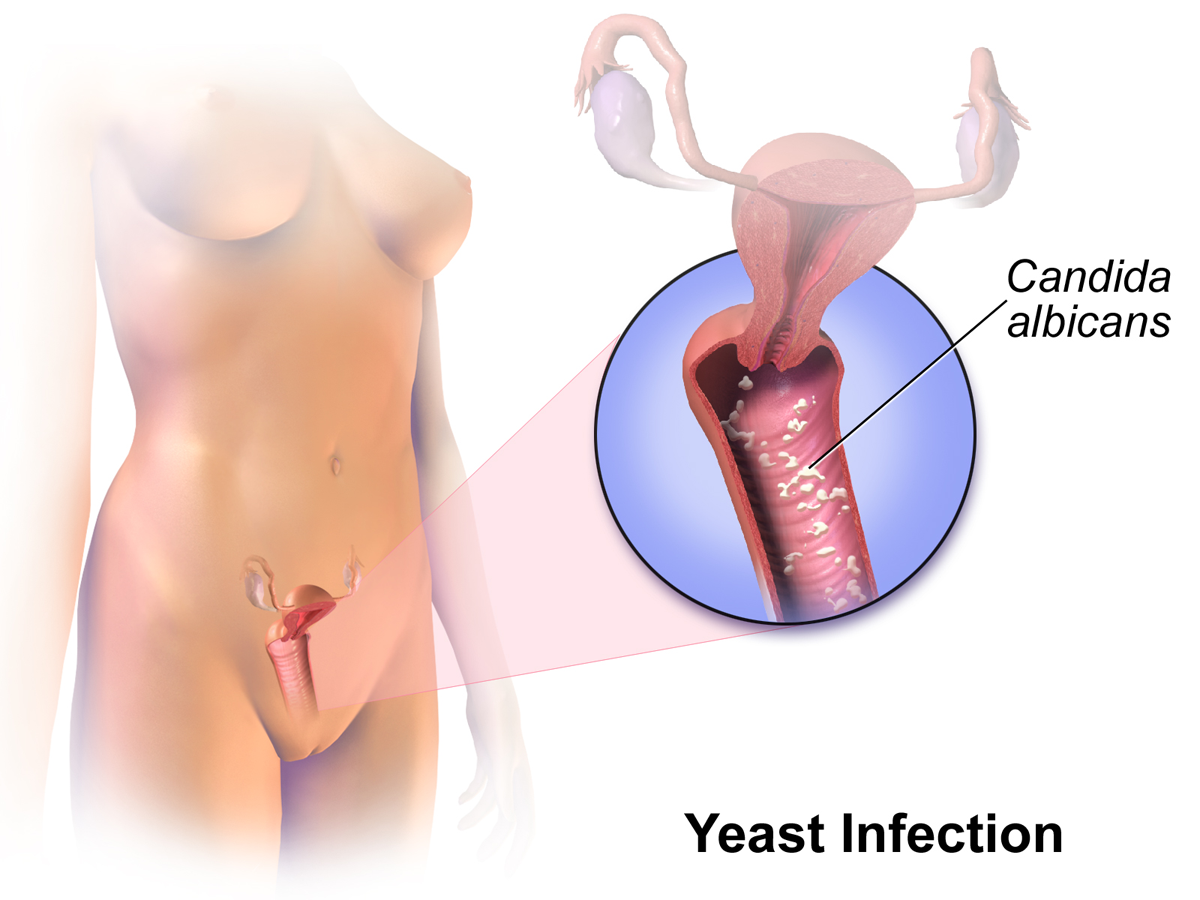
Infecção por fungos vaginais

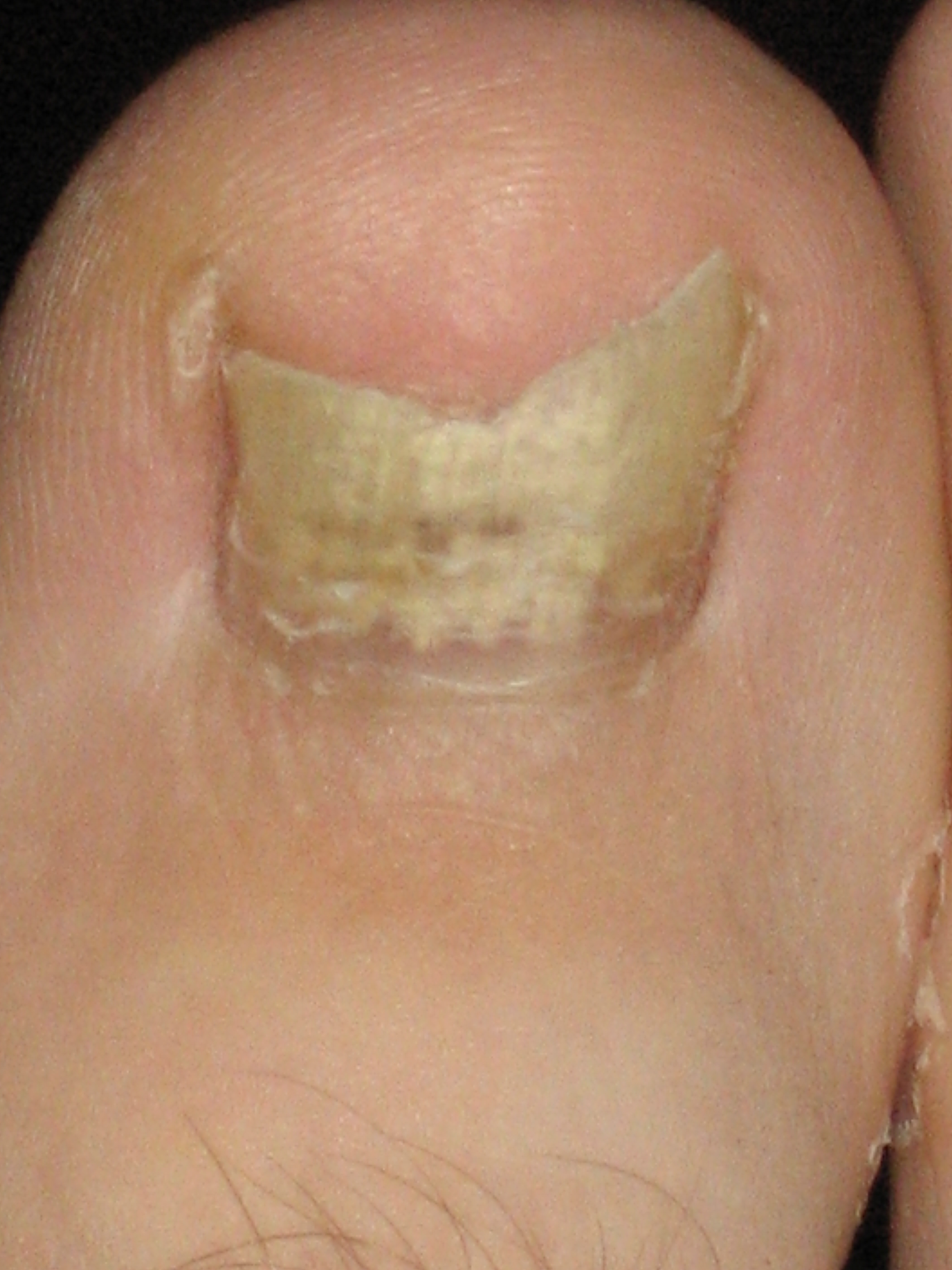
Candidíase ungueal (onicomicose)

Os sinais e sintomas da candidíase variam dependendo da área afetada. A maioria das infecções por candidíase resulta em complicações mínimas, como vermelhidão, coceira e desconforto, embora as complicações possam ser graves ou até fatais se não forem tratadas em certos casos e em determinadas populações. Em pessoas saudáveis (imunocompetentes), a candidíase é geralmente uma infecção localizada da pele, unhas das mãos ou dos pés (onicomicose) ou membranas mucosas, incluindo a cavidade oral e faringe (candidíase), esôfago, e os órgãos sexuais (vagina, pénis, etc.); menos comumente em indivíduos saudáveis, o trato gastrointestinal aparelho urinário, e tracto respiratório são locais mais comuns de infecção por candidíase.
Em indivíduos imunocomprometidos, as infecções por “Candida” no esófago ocorrem com mais frequência do que em indivíduos saudáveis e têm maior potencial de se tornarem sistémica, causando uma condição muito mais grave, uma fungemia chamada candidemia. Os sintomas da candidíase esofágica incluem dificuldade em engolir, dor ao engolir, dor abdominal, náuseas e vômitos.

### Boca
A infecção na boca é caracterizada por manchas brancas na língua, ao redor da boca e na garganta. Também pode ocorrer irritação, causando desconforto ao engolir.
A candidíase é comumente vista em bebés. Não é considerado anormal em bebés, a menos que dure mais do que algumas semanas.

### Genitais
A infecção da vagina ou vulva pode causar coceira intensa, queimação, dor, irritação e secreção semelhante a queijo cottage esbranquiçada ou cinza-esbranquiçada. Os sintomas de infecção da genitália masculina (candidíase balanite) incluem pele vermelha ao redor da cabeça do pénis, inchaço, irritação, coceira e dor na cabeça do pénis, secreção espessa e protuberante sob o prepúcio, odor desagradável, dificuldade em retrair o prepúcio (fimose) e dor ao urinar ou durante o sexo.

### Pele
Os sinais e sintomas de candidíase na pele incluem coceira, irritação e fricção ou feridas na pele.

### Infecção invasiva
Os sintomas comuns de candidíase gastrointestinal em indivíduos saudáveis são  coceira anal, arrotos, distensão abdominal, indigestão, náuseas, diarréia, gases, cólicas intestinais, vômitos e úlcera gástrica.
A candidíase perianal pode causar coceira anal; a lesão pode ter aparência vermelha, papular ou ulcerativa e não é considerada uma infecção sexualmente transmissível. A proliferação anormal da Candida no intestino pode levar à disbiose.
A proliferação anormal da Candida no intestino pode levar à disbiose. Embora ainda não esteja claro, esta alteração pode ser a fonte de sintomas geralmente descritos como síndrome do intestino irritável, e outras doenças gastrointestinais.